# Nederlandse Islamitische Omroep
De Nederlandse Islamitische Omroep (NIO) was een 2.42-omroep op islamitische grondslag en een werkstichting van het Contactorgaan Moslims en Overheid (CMO). Sinds 1 september 2005 maakte het deel uit van het Nederlandse publieke omroepbestel en beleefde op 4 september zijn eerste televisie-uitzending. De omroep zond uit op tv (Nederland 2) en radio (Radio 5).

## Geschiedenis
De NIO ontstond in 2005 uit onvrede met de reeds bestaande Nederlandse Moslim Omroep (NMO), die uitging van de Nederlandse Moslim Raad (NMR). Deze zou niet representatief genoeg zijn geweest voor de Nederlandse moslimgemeenschap.
In maart 2005 bepaalde het Commissariaat voor de Media (CvdM) daarom dat het CMO en de NMR een samenwerkingsverband moesten oprichten. Na mislukking van gesprekken hiervoor, kreeg het CMO in plaats hiervan vanaf september 2005 de helft van de voor moslims gereserveerde zendtijd toegewezen. Hiervoor had het CMO de Nederlandse Islamitische Omroep opgericht. De andere helft van de zendtijd bleef in handen van de NMO.
Maar nadat door gerechtelijke uitspraken duidelijk werd dat het niet mogelijk was om zendtijd voor één stroming aan meerdere partijen toe te wijzen, werd in september 2007 het samenwerkingsverband Stichting Verzorging Islamitische Zendtijd (SVIZ) opgericht om de zendtijd in twee gelijke delen te verdelen tussen NMO en NIO.
Op 6 oktober 2009 hieven de Nederlandse Moslim Omroep en de Nederlandse Islamitische Omroep zichzelf op. Op 26 maart 2010 werd de NMO failliet verklaard en werden 16 fulltimers werkloos.